# Callum Goffin
Callum Goffin (* 22. März 1996) ist ein walisischer Dartspieler.

## Karriere
Callum Goffin trat 2022 bei den Gibraltar Open erstmals bei einem internationalen Turnier  in Erscheinung. Im April konnte er dann das Torremolinos Classic gewinnen. Außerdem nahm er im Mai an den Welsh Open teil, wo er in der Runde der letzten 64 gegen Jim McEwan verlor. Im Januar 2023 konnte Goffin dann bei der PDC Qualifying School in Milton Keynes sich eine Tour Card für die PDC Pro Tour erspielen. Nach einem erfolglosen Start auf der Tour verlor er auch bei den UK Open 2023 sein erstes Match gegen Robbie Knops. Erst bei Players Championship 6 gewann Goffin ein erstes Spiel. Es folgten weitere Siege in der ersten Runde und ein Einzug in die dritte Runde bei Turnier 22. Kurz zuvor absolvierte Goffin sein Debüt auf der European Darts Tour, als er bei den German Darts Open 2023 in Runde eins gegen Kevin Doets mit 2:6 verliert.
Sein zweites Jahr auf der Tour verlief ähnlich erfolglos. Bei den UK Open 2024 unterlag er in seinem ersten Spiel Nick Kenny. Als einzigen Erfolg verbuchen kann Goffin eine Achtelfinalteilnahme bei Players Championship Nummer 18 im August. Er qualifizierte sich jedoch für kein weiteres Turnier und zog abgesehen von diesem Achtelfinale in zwei weitere dritte Runden ein. Am Ende des Jahres 2024 stand Goffin auf Rang 105 in der Order of Merit, womit er klar die Tour Card verliert.
Für die Q-School 2025 war Goffin wieder gemeldet und startete als ausscheidender Tour Card Holder in der Final Stage. Am dritten Tag gelang ihm dabei in der ersten Runde ein Nine dart finish. Am letzten Tag spielte sich Goffin ins Achtelfinale, was jedoch nur für zwei Punkten in der Rangliste reichte. Seine Tour Card erhielt er somit nicht zurück.

## Prozess
Am 9. Oktober 2019 brach in einem Gasthof im englischen Morecambe ein Brand aus, bei dem zwei Menschen ums Leben kamen. Goffin soll dabei mitverantwortlich an den Verstößen gegen die Sicherheitsvorschriften gewesen sein, da die Notausgänge bei Ausbruch des Feuers durch eine entzündete Propangasflasche verschlossen waren und eine Notbeleuchtung nicht vorhanden war. Daraufhin wurde am 12. Oktober 2022 Anklage gegen Goffin und seine Mutter vor dem Preston Crown Court erhoben. Am 23. Januar 2023 wurde Goffin zu einer sechsmonatigen Gefängnisstrafe auf Bewährung und 100 Stunden gemeinnütziger Arbeit verurteilt. Seine Mutter, Heather Goffin, die als Hauptverantwortliche gilt, wurde zu einer achtmonatigen Gefängnisstrafe verurteilt.